# Лосюков, Прохор Алексеевич
Прохор Алексеевич Лосюков (бел. Прохар Аляксеевіч Ласюкоў) (10 августа 1902, деревня Ахимковичи 1, ныне в Круглянском районе, Могилёвская область, Республика Беларусь — 12 июня 1970, Москва) — советский военачальник, генерал-полковник инженерно-технической службы (1958).

## Биография
Родился в крестьянской семье. Белорус. После окончания школы учился на железнодорожных курсах.
В Красной Армии с 1920 года, доброволец. Участник Гражданской войны: в 1921 году участвовал в подавлении Антоновского восстания в Тамбовской губернии.
В 1932 году окончил Военно-воздушную академию РККА имени Н. Е. Жуковского. С 1932 года служил в НИИ ВВС: ведущий инженер, старший инженер отдела моторов и топлива, с 1937 года — начальник 1-го отдела НИИ ВВС, заместитель начальника НИИ ВВС. Был ведущим инженером по испытаниям самолётов ТБ-3 (1933), ДБ-2 (1936), «Звено», ДБ-А, ДБ-3 и других.
Участник Великой Отечественной войны с июня 1941 года. Был назначен главным инженером ВВС 13-й армии, в июле 1941 года — главным инженером ВВС Брянского фронта. Участвовал в Смоленском оборонительном сражении. При эвакуации авиационного имущества с аэродромов в ходе Орловско-Брянской операции 8 октября 1941 года был тяжело ранен в голову в сбитом немецким истребителем самолёте У-2, а при его вынужденной посадки получил также травмы и тяжелые ожоги от загоревшегося топлива. Без сознания вывезен отходящими войсками, долго лечился в госпиталях Тамбова и Куйбышева.
С мая 1942 года — начальник НИИ ВВС. В годы войны возглавлял масштабные испытательные работы сразу по нескольким направлениям в кратчайшие сроки и в тяжелых условиях эвакуации. В частности, много сделал для принятия на вооружение ряда модификаций бомбардировщиков А. Н. Туполева и штурмовика Ил-2. По воспоминаниям Л. Кербера и других, проявил порядочность и гражданское мужество в ряде ситуаций с репрессированными А. Н. Туполевым и его конструкторами.
Постановлением Государственного комитета обороны СССР от 1 мая 1944 года на основе объединения НИИ ВВС и ещё двух авиационных институтов был создан единый Государственный Научно-испытательный институт ВВС Красной Армии, в котором П. А. Лосюков был назначен заместителем начальника.
После Победы продолжал службу в ВВС на высоких должностях: главный инженер ВВС, начальник Главного управления серийного производства авиационной техники ВВС (был им в 1952 году), заместитель Главнокомандующего ВВС по опытному и серийному производству авиационной техники (был им в 1955 году), заместитель Главнокомандующего ВВС по вооружению (до 1959 года).
Член КПСС с 1920 года.
В последние годы жизни — в отставке. Умер 12 июня 1970 года. Похоронен на Введенском кладбище (10 уч.).

## Награды
- орден Ленина (01.07.1944)
- орден Кутузова 1-й степени (18.08.1945)
- орден Отечественной войны 2-й степени (17.06.1943)
- орден Красной Звезды (29.12.1941)
- иные ордена и медали СССР
- именные золотые часы (1936)

## Воинские звания
- Военинженер 2-го ранга (20.03.1936)
- Военинженер 1-го ранга (не позднее 1938)
- Генерал-майор инженерно-авиационной службы (3.06.1942)
- Генерал-лейтенант инженерно-авиационной службы (28.05.1943)
- Генерал-лейтенант инженерно-технической службы (1951)[4]
- Генерал-полковник инженерно-технической службы (18.02.1958)